# Sarah Fielding
Pour les articles homonymes, voir Fielding.
 (décembre 2016).
Sarah Fielding, née le 8 novembre 1710 à East Stour dans le Dorset et morte le 9 avril 1768 à Bath est une femme de lettres britannique, sœur du romancier Henry Fielding. Elle est l'auteure de  The Governess, or The Little Female Academy (La Gouvernante, ou la petite académie féminine) (1749), qui est le premier roman de langue anglaise spécialement destiné aux enfants, après avoir connu le succès avec son premier roman The Adventures of David Simple (1744),.

## Biographie

### Réception
Dans le monde littéraire anglo-saxon, elle est longtemps restée dans l'ombre de son frère Henry, avec qui elle entretenait une relation filiale particulière.
Dans le monde littéraire francophone, Sarah Fielding a longtemps été considérée comme un auteur mineur par la critique. 

## Œuvres

### Œuvres non fictionnelles
Deux traductions démontrent la culture de l'auteure, les Mémorables de Xénophon et la Défense de Socrate (1762). Un autre texte non fictionnel, Remarks on Clarissa (1749) annonce la dimension morale des romans.

### Littérature enfantine
Les livres pour enfants commencent à paraître en Angleterre à partir de 1740 mais ne connaissent un succès que dans les années 1780. Sarah Fielding est considérée comme une des pionnières avec The Governess or Little Female Academy (1749). Les histoires se déroulent dans une école et rassemblent des enfants autour de leur gouvernante.

### Romans
Les autres œuvres de Sarah Fielding peuvent être analysées sous deux angles d'après la critique littéraire Sylvie Auffret-Pignot: forme romanesque et discours moraliste d'une part, les destinées féminines d'autre part.

### Liste d'œuvres de Sarah Fielding

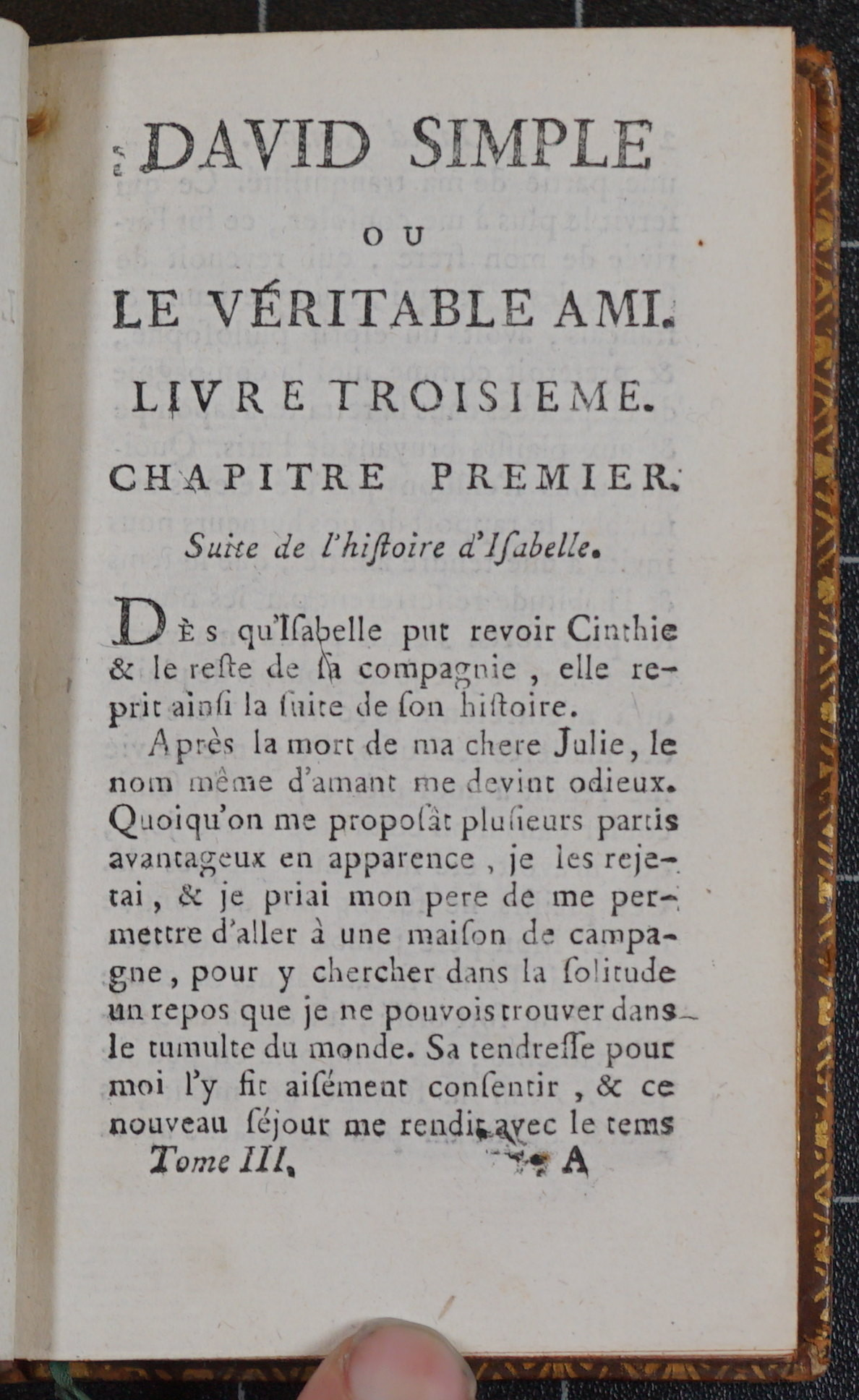
Sa traduction en français de : The Adventures of David Simple publié en 1784.

Titres originaux en anglais, par ordre chronologique de parution :
- 1744 - The Adventures of David Simple
- 1747 - Familiar Letters between the Principal Characters in David Simple
- 1749 - The Governess, or The Little Female Academy
- 1749 - Remarks on Clarissa
- 1753 - David Simple: Volume the Last
- 1754 - The Cry: A New Dramatic Fable (avec Jane Collier)
- 1757 - The Lives of Cleopatra and Octavia
- 1759 - The History of the Countess of Dellwyn
- 1761 - The History of Ophelia
- 1762 - Xenophon's Memoirs of Socrates, with the Defense of Socrates Before His Judges